# 一氧化二硼
一氧化二硼（化学式：B2O）是由硼和氧形成的一种化合物。两篇实验研究已经分别指出了具有钻石结构和石墨结构的B2O的存在，这正如氮化硼和碳固体的两种存在形式。然而，随后的一个对硼-氧相图的系统性研究暗示称B2O实际上是不稳定的。石墨形态的B2O相也已经从理论上被说明是不稳定的。